# مارشال سترونج
مارشال سترونج (بالإنجليزية: Marshall Strong)‏ هو شخصية أعمال وصحفي ومُحرِّر ومحامي وسياسي أمريكي، ولد في 3 سبتمبر 1813، وتوفي في 9 مارس 1864. انتخب عضو جمعية ولاية ويسكونسن.